# Bilyna
Bilyna  (ucraniano: Білине) es una localidad del Raión de Podilsk en el Óblast de Odesa de Ucrania. Según el censo de 2001, tiene una población de 2072 habitantes.